# Легьоновський повіт
Легьоновський повіт (пол. powiat legionowski) — один з 37 земських повітів Мазовецького воєводства Польщі. Утворений 1 січня 1999 року в результаті адміністративної реформи.

## Загальні дані
Повіт знаходиться у центральній частині воєводства.
Адміністративний центр — місто Легьоново. Станом на 1.01.2008 населення становить 99 390 осіб, площа 390,35 км².

## Демографія
Демографічні дані повіту станом на 30.06.2005:
|       | Всього | Всього | Жінки  | Жінки | Чоловіки | Чоловіки |
| ----- | ------ | ------ | ------ | ----- | -------- | -------- |
|       | осіб   | %      | осіб   | %     | осіб     | %        |
| Повіт | 95 287 | 100    | 49 290 | 51,7  | 45 997   | 48,3     |
| Міста | 54 421 | 100    | 28 533 | 52,4  | 25 888   | 47,6     |
| Села  | 40 866 | 100    | 20 757 | 50,8  | 20 109   | 49,2     |